# Střední Kalahari

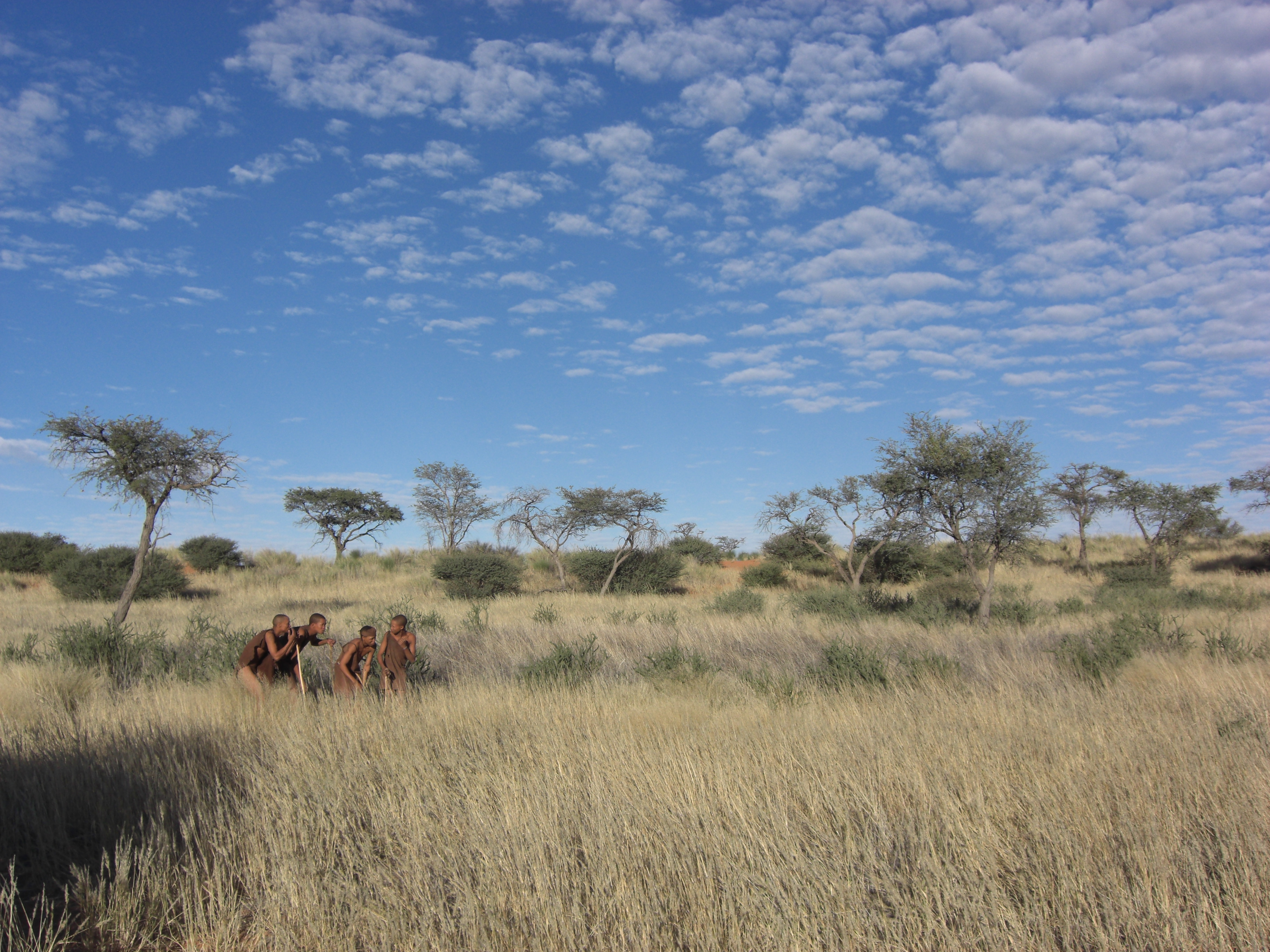
Střední Kalahari

Střední Kalahari, anglicky Central Kalahari Game Reserve, je národní park v Botswaně, na poušti Kalahari. Založen byl roku 1961 a rozkládá se na ploše 52 800 kilometrů čtverečních, tedy zhruba na deseti procentech území Botswany. Krajina je rovinatá či mírně zvlněná, travnatá a keřovitá. Je domovem řady živočišných druhů, jako je žirafa jihoafrická, slon africký, nosorožec tuponosý jižní, buvol africký, hyena skvrnitá, hyena čabraková, medojed kapský, surikata, mangusta liščí, prase savanové, gepard kapský, karakal, šakal čabrakový, pes ušatý, liška chama, levhart africký, lev jihokonžský, pakůň žíhaný, zebra stepní, antilopa losí, antilopa vraná, přímorožec jihoafrický, antilopa skákavá, antilopa trávní, impala, kudu velký, hrabáč kapský, veverka kapská, zajíc africký, dikobraz jihoafrický nebo pavián čakma. Tisíce let oblast obývali Křováci, avšak od poloviny 90. let se vláda Botswany snaží Křováky z národního parku vystěhovat, aby zvýšila příjmy z cestovního ruchu. V roce 1997 byly tři čtvrtiny křovácké populace přemístěny z území parku do táborů za jeho hranicí. V říjnu 2005 vláda obnovila nucené vystěhovávání a ponechala v oblasti jen asi 250 Křováků. V roce 2006 soud prohlásil vystěhování za nezákonné a potvrdil právo Křováků na návrat na území parku. Vláda však na situaci reagovala tím, že v celém parku zakázala lov, což Křovákům, žijícím jako lovci a sběrači, znemožňuje žít v oblasti tradičním způsobem života. Kritika vlády za tuto politiku zesílila poté, co umožnila v roce 2014 v jihovýchodní části národního parku otevřít diamantový důl provozovaný společností Gem Diamonds. V roce 2008 poničil park rozsáhlý požár neznámého původu, zasáhl 80 procent plochy.